# 卡洛·安切洛蒂
卡洛·安切洛蒂（義大利語：Carlo Ancelotti，1959年6月10日—）是一位意大利足球運動員、主教练。安察洛堤是足壇史上最成功的主教練之一，他是唯一五奪欧冠、六度打入決賽的主教练。他亦是足壇史上第一位歐洲五大聯賽冠軍都拿過的主教練，現時執巴西國家足球隊。

## 生平

### 球員生涯
安察洛堤年輕時是位足球運動員，司职中场，雖然速度偏慢，但傳球視野和想像力佳，主要是擔任正中場或防守中場作為球隊發動攻勢的第一步。效力過羅馬和AC米蘭。他在羅馬時代贏過一屆意甲聯賽冠軍（1982-83），到AC米蘭時代則贏過兩屆冠軍（1987-88、1991-92）和兩次歐冠(1989-1990)。
他曾26次代表意大利隊上陣，以替補球員身分參與過1986年世界盃，並以主力身分參加1988歐洲盃和1990年世界盃。
他在米蘭和國家隊最常使用的背號是代表前鋒或進攻型側翼的7、9、11。

### 教練生涯
安察洛堤退役後轉任教練。帶領過多支球隊，安察洛堤在帕爾馬和祖雲達斯創業。但真正取得成績之時，則是在2001年開始執教AC米蘭後的事。

#### AC米蘭
2001-02年，安察洛堤於賽季中途接替土耳其人泰廉開始執教AC米蘭。他在初期他曾經起用4個「四個10號」進攻組合︰雷哥斯達、施多夫、派路和李華度。2002年夏天，四個10號球員促使安察洛堤產生了革命性的想法：用派路擔任防守中場，在普遍被視為最苦力的位置上用最具創造力的球員統領全局。派路後來被評為「改變足球的19人」之一，亦令足球史上出現了拖後組織核心這一名稱，派路與加图索組成AC米蘭的中場中路，這個排陣彷彿是為他量身訂做，加度素的防守能力彌補了他身體質素較弱的缺點，他只需要集中為球隊策動攻勢，是AC米蘭的中場指揮官，這一戰術革命是安察洛堤在米蘭成功的核心環節。當季加上天才中後衛尼斯達的加盟和前場「軍刀」烏克蘭球星舒夫真高，AC米蘭贏得歐洲聯賽冠軍盃以及意大利盃。至此，他成為目前欧冠歷史上其中6名以球員及教練身份贏得冠軍的教練。
2003-04年賽季，AC米蘭收購了卡卡，安察洛堤開始起用卡卡作為進攻核心，亦助球隊贏得意甲聯賽冠軍，不過歐冠8強在手握主場4-1絕對領先優勢下慘遭拉科魯尼亞4-0大逆轉，衛冕夢碎。
2004-05年賽季，AC米蘭拿下義甲亞軍，再一次殺入歐洲聯賽冠軍盃決賽，但在伊斯坦堡決賽上半場建立3球領先，卻在下半場被贝尼特斯率领的利物浦短時間內扳平逼入延長，最終於互射十二碼中敗陣。
2005-06賽季末爆發意甲醜聞，當家球星舒夫真高轉會車路士。
2006-07賽季，安察洛堤重用4-3-2-1陣式（聖誕樹陣式），依靠多年主力球員（卡卡、派路、恩沙基、尼斯達、馬甸尼、施多夫、加图索、岩布仙尼），帶領AC米蘭再次高舉歐洲聯賽冠軍盃，還奪得歐洲超級盃和世界冠軍球會杯。

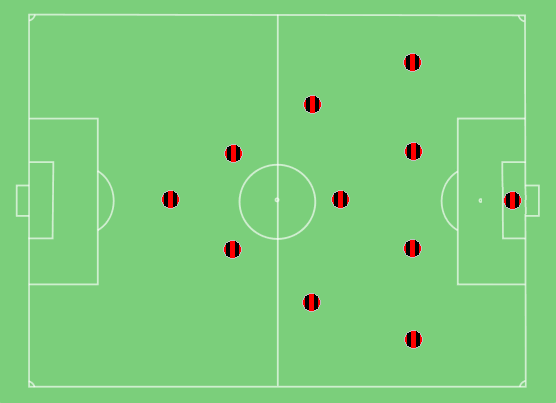
聖誕樹陣式

安察洛堤多年來都與其他球會扯上關係，如2006年2月西甲球會皇家馬德里更換主席，外界一直盛傳安切洛蒂將會過檔皇馬執教，儘管已經續約，但過檔消息仍言之鑿鑿。直到皇馬宣佈起用卡比路以後，謠言才不攻自破。2008年夏季又有傳英超車路士打算重金禮聘安察洛堤，也是在車路士選擇了史高拉利後，有關傳言才告粉碎。
2009年夏天，隨著安察洛堤、核心球員卡卡的離去和米蘭旗幟馬甸尼的退役，AC米蘭也正式結束了安察洛堤時代。但同時他是AC米蘭歷史上執教場次第二多的教練，他總共指揮了421場比賽，僅次於洛科的459場，也是貝盧斯科尼執掌球會時期執教時間最長的教練。總結執教8年間，安察洛堤帶領球隊三次闖入歐洲聯賽冠軍盃決賽，拿到過兩次冠軍盃，一次聯賽冠軍，一次意大利盃冠軍，一次世界冠軍球會杯，兩次歐洲超級盃，還有一次意大利超級盃。

#### 車路士
2009年5月31日，安察洛堤與AC米蘭提前解約，翌日簽約加盟車路士，為期三年總值900萬英鎊，於7月1日正式上任。執教切爾西的首個賽季他幫助俱樂部拿下了第一個雙冠王（英超、足總杯錦標），安察洛堤亦成為首位領隊在首個英超任教球季便帶領球隊成就國內雙冠王的領隊。但第二個賽季球隊在中後程遭遇了連續不勝的怪圈，賽季結束前雖竭盡全力追趕曼聯但在天王山戰役中敗北，最終屈居亞軍。不耐煩的俄國老板阿布拉莫維奇將安察洛堤炒了鱿魚。

#### 巴黎聖日耳曼
2011年12月30日，法甲豪門巴黎聖日耳曼宣布聘請賦閑在家接近半年的安察洛堤入主。2012/13賽季為球隊於相隔多年後殺入欧冠八強及奪得法甲聯賽錦標。

#### 皇家馬德里
2013年6月25日，西甲豪門皇家馬德里正式官方宣佈安察洛堤成為球會新的領隊，為期三年。上任首季便帶領球隊奪得西班牙國王盃和失落12年的歐洲聯賽冠軍盃冠軍。他亦成為繼1981年的時任利物浦領隊皮士利後，第二位在教練生涯三度奪得歐冠盃的領隊。在執教第二賽季，皇馬四大皆空。2015年5月25日，皇馬正式辭退安察洛堤。

#### 拜仁慕尼黑
2015年12月20日，德甲豪門拜仁慕尼黑官方宣佈安察洛堤將於 2016-17 球季成為球會新的教练，取代約滿離隊的哥迪奧拿，簽約三年。2017年9月28日，拜仁慕尼黑官方宣布主帅安切洛蒂下课。拜仁官方的声明称，这个决定是在0-3输给大巴黎的欧冠之后，经过球队内部的分析讨论而做出的。

#### 拿坡里
2018年5月24日，拿坡里宣佈來季將由安察洛堤執教，雙方簽約三年。第一季表現算是中規中矩，在聯賽中早早被尤文圖斯甩開，雖然最後也是以二位數的優勢維持了聯賽第二的成績，但不像薩里執教的前一季是和尤文圖斯一路纏鬥到季末才失敗；歐冠依舊小組第三出局，到了歐霸的成績則是由32強稍稍進步至八強。然而第二季在19年末的時候一度九連不勝，雖然成功在歐冠小組賽突圍，但此時在聯賽成績已經掉至第七，距離下一季的歐冠區已有8分之遙，結果拿坡里官方還是在確定在歐冠晉級16強後的數個小時宣布解雇了安切洛蒂。

#### 愛華頓
2019年12月21日，英超球會艾佛頓宣布，聘用安察洛堤出任球隊主教練，簽約四年半，據報年薪高達1150萬鎊。

#### 重返皇家馬德里
2021年6月1日，西甲球會皇家馬德里宣布，聘用安察洛堤出任球隊主教練，签约至2024年。首季即為皇馬稱霸西甲，連同早年分別為AC米蘭、車路士、巴黎聖日耳門和拜仁慕尼黑稱霸各隊所屬國內頂級聯賽，達成首位在歐洲五大聯賽皆稱霸的主帥這個前無古人的成就，並藉在同季欧冠準決賽淘汰曼城成為首位5次領軍出賽欧冠決賽的主帥。2022年5月28日，安切洛蒂在欧冠决赛中率领皇家马德里1-0击败利物浦，第四次以教练身份夺得欧冠，成为欧冠联赛夺冠次数最多的教练。2024年6月2日，皇家马德里在安切洛蒂的帶领下於温布利球场以2-0击败多特蒙德，夺得他教练生涯的第五座欧冠冠军。

## 榮譽

### 球員生涯
| 球會   | 賽事               | 獲獎年份                                   |
| ------ | ------------------ | ------------------------------------------ |
| 羅馬   | 義大利甲組聯賽冠軍 | 1982/83年                                  |
| 羅馬   | 義大利盃冠軍       | 1979/80年，1980/81年，1983/84年，1985/86年 |
| AC米蘭 | 義大利甲組聯賽冠軍 | 1987/1988年，1991/92年                     |
| AC米蘭 | 義大利超級盃冠軍   | 1988年                                     |
| AC米蘭 | 歐洲聯賽冠軍盃冠軍 | 1988/89年，1989/1990年                     |
| AC米蘭 | 歐洲超級盃冠軍     | 1989年(缺陣)，1990年                       |
| AC米蘭 | 洲際盃冠軍         | 1989年，1990年(缺陣)                       |

### 教練生涯
| 球會         | 賽事                     | 獲獎年份                         |
| ------------ | ------------------------ | -------------------------------- |
| 祖雲達斯     | 歐洲足協圖圖盃冠軍       | 1999年                           |
| AC米蘭       | 意大利足球甲级联赛冠軍   | 2003-04年                        |
| AC米蘭       | 意大利盃冠軍             | 2002-03年                        |
| AC米蘭       | 意大利超級盃冠軍         | 2004年                           |
| AC米蘭       | 欧洲冠军联赛冠軍         | 2002-03年，2006-07年             |
| AC米蘭       | 歐洲超級盃冠軍           | 2003年，2007年                   |
| AC米蘭       | 国际足联世界俱乐部杯冠軍 | 2007年                           |
| 車路士       | 英格兰足球超级联赛冠軍   | 2009-10年                        |
| 車路士       | 英格蘭足總盃冠軍         | 2009-10年                        |
| 車路士       | 英格蘭社區盾冠軍         | 2009年                           |
| 巴黎聖日耳曼 | 法国足球甲级联赛冠軍     | 2012-13年                        |
| 拜仁慕尼黑   | 德國足球甲組聯賽冠軍     | 2016-17年                        |
| 拜仁慕尼黑   | 德國超級盃冠軍           | 2016年，2017年                   |
| 皇家馬德里   | 西班牙足球甲级联赛冠軍   | 2021-22年，2023-24年             |
| 皇家馬德里   | 西班牙國王盃冠軍         | 2013-14年，2022-23年             |
| 皇家馬德里   | 西班牙超級盃冠軍         | 2021-22年，2023-24年             |
| 皇家馬德里   | 欧洲冠军联赛冠軍         | 2013-14年，2021-22年 ，2023-24年 |
| 皇家馬德里   | 歐洲超級盃冠軍           | 2014年，2022年，2024年           |
| 皇家馬德里   | 國際足總俱樂部世界盃冠軍 | 2014年，2022年                   |
| 皇家馬德里   | 國際足協洲際盃冠軍       | 2024年                           |

### 個人獎項
- 意大利甲組足球聯賽年度最佳教练：2001年、2004年
- 歐洲足協年度最佳教练：2002 - 03年
- 世界足球雜誌年度最佳教練：2003年
- 11人雜誌金球獎年度最佳教練：2022年、2023年
- 國際足球歷史和統計聯合會年度最佳教练：2007年、2014年、2022年、2024年
- 英格蘭超級足球聯賽每月最佳教练：2009年11月、2010年8月、2011年3月、2011年4月、2020年9月
- 法國甲組足球聯賽年度最佳教练：2012-13年
- 意大利年度最佳教練 - Enzo Bearzot Award：2014年
- 西班牙足球年度最佳教练 - Miguel Muñoz Trophy：2014年

### 勳章
- 第5級義大利共和國騎士功績勳章：1991年
- 第4級義大利之星官員勳章：2014年

## 统计

### 球员生涯数据统计
| 球會     | 球季     | 聯賽 | 聯賽 | 盃賽 | 盃賽 | 洲際 | 洲際 | 總和 | 總和 |
| 球會     | 球季     | 出場 | 入球 | 出場 | 入球 | 出場 | 入球 | 出場 | 入球 |
| -------- | -------- | ---- | ---- | ---- | ---- | ---- | ---- | ---- | ---- |
| 帕爾馬   | 1976–77  | 1    | 0    | -    | -    | -    | -    | 1    | 0    |
| 帕爾馬   | 1977–78  | 21   | 8    | -    | -    | -    | -    | 21   | 9    |
| 帕爾馬   | 1978–79  | 33   | 5    | -    | -    | -    | -    | 33   | 5    |
| 帕爾馬   | 總和     | 55   | 13   | 0    | 0    | 0    | 0    | 55   | 13   |
| 羅馬     | 1980–81  | 27   | 3    | -    | -    | -    | -    | 27   | 3    |
| 羅馬     | 1981–82  | 29   | 2    | -    | -    | -    | -    | 29   | 2    |
| 羅馬     | 1981–82  | 5    | 0    | -    | -    | -    | -    | 5    | 0    |
| 羅馬     | 1982–83  | 23   | 2    | -    | -    | -    | -    | 23   | 2    |
| 羅馬     | 1983–84  | 9    | 0    | -    | -    | -    | -    | 9    | 0    |
| 羅馬     | 1984–85  | 22   | 3    | -    | -    | -    | -    | 22   | 3    |
| 羅馬     | 1985–86  | 29   | 0    | -    | -    | -    | -    | 29   | 0    |
| 羅馬     | 1986–87  | 27   | 2    | -    | -    | -    | -    | 27   | 2    |
| 羅馬     | 總和     | 171  | 12   | 0    | 0    | 0    | 0    | 171  | 12   |
| AC米蘭   | 1987–88  | 27   | 2    | -    | -    | -    | -    | 27   | 2    |
| AC米蘭   | 1988–89  | 28   | 2    | -    | -    | -    | -    | 28   | 2    |
| AC米蘭   | 1989–90  | 24   | 3    | -    | -    | -    | -    | 24   | 3    |
| AC米蘭   | 1990–91  | 21   | 1    | -    | -    | -    | -    | 21   | 1    |
| AC米蘭   | 1991–92  | 12   | 2    | -    | -    | -    | -    | 12   | 2    |
| AC米蘭   | 總和     | 112  | 10   | 0    | 0    | 0    | 0    | 112  | 10   |
| 生涯總和 | 生涯總和 | 338  | 35   | 0    | 0    | 0    | 0    | 338  | 35   |

### 教練生涯数据统计
最近更新：2022年5月29日
| 球隊         | 從             | 至             | 統計  | 統計 | 統計 | 統計 | 統計  | 統計  | 統計   | 統計     |
| 球隊         | 從             | 至             | 場次  | 勝   | 和   | 負   | 入球  | 失球  | 淨勝球 | 得勝率 % |
| ------------ | -------------- | -------------- | ----- | ---- | ---- | ---- | ----- | ----- | ------ | -------- |
| 雷焦安納     | 1995年8月1日   | 1996年5月31日  | 41    | 17   | 14   | 10   | 45    | 36    | +9     | 41.46    |
| 帕爾馬       | 1996年8月1日   | 1998年5月31日  | 87    | 42   | 27   | 18   | 124   | 85    | +39    | 48.28    |
| 祖雲達斯     | 1999年2月9日   | 2001年5月31日  | 114   | 63   | 33   | 18   | 185   | 101   | +84    | 55.26    |
| AC米蘭       | 2001年11月6日  | 2009年5月31日  | 423   | 238  | 101  | 84   | 690   | 357   | +333   | 56.26    |
| 車路士       | 2009年7月1日   | 2011年5月22日  | 109   | 67   | 20   | 22   | 241   | 94    | +147   | 61.47    |
| 巴黎聖日耳門 | 2011年12月30日 | 2013年6月25日  | 77    | 49   | 19   | 9    | 153   | 64    | +89    | 63.64    |
| 皇家馬德里   | 2013年6月25日  | 2015年5月26日  | 119   | 89   | 14   | 16   | 323   | 103   | +220   | 74.79    |
| 拜仁慕尼黑   | 2016年7月1日   | 2017年9月28日  | 60    | 42   | 9    | 9    | 156   | 50    | +106   | 70.00    |
| 拿坡里       | 2018年5月24日  | 2019年12月11日 | 25    | 16   | 5    | 4    | 44    | 22    | +22    | 64.00    |
| 愛華頓       | 2019年12月21日 | 2021年6月30日  | 67    | 31   | 14   | 22   | 90    | 86    | +4     | 46.27    |
| 皇家馬德里   | 2021年7月1日   | 至今           | 56    | 39   | 8    | 9    | 114   | 48    | +66    | 69.64    |
| 生涯總計     | 生涯總計       | 生涯總計       | 1,178 | 693  | 264  | 221  | 2,165 | 1,046 | +1119  | 58.83    |

## 外部連結
- 足球資料庫：卡洛·安切洛蒂的領隊統計數據